# Jednorożec
Jednorożec (übersetzt: Einhorn) ist ein Dorf mit rund 1.800 Einwohnern und Hauptort der gleichnamigen Landgemeinde im Powiat Przasnyski der Woiwodschaft Masowien in Polen.
Der Ort liegt 16 Kilometer nordöstlich der Kreisstadt Przasnysz, etwa 100 km südöstlich von Olsztyn (Allenstein) und rund 130 km nördlich von Warschau in der Woiwodschaft Masowien, nahe der Grenze zu Masuren.
Der Ort hat einen Dorfplatz direkt neben der Kirche. Vor der Kirche steht ein Denkmal von Johannes Paul II. 1915 wurde der Ort schwer von den Kämpfen getroffen.

## Gemeinde
Die Landgemeinde (gmina wiejska) Jednorożec erstreckt sich auf einer Fläche von 231,57 km² und gliedert sich in folgende 19 Schulzenämter (sołectwo):
- Budy Rządowe
- Drążdżewo Nowe
- Dynak
- Jednorożec
- Kobylaki-Czarzaste
- Kobylaki-Korysze
- Kobylaki-Wólka
- Lipa
- Małowidz
- Obórki
- Olszewka
- Parciaki
- Połoń
- Stegna
- Ulatowo-Dąbrówka
- Ulatowo-Pogorzel
- Ulatowo-Słabogóra
- Żelazna Prywatna
- Żelazna Rządowa

Weitere Ortschaften der Gemeinde sind Budziska, Kamienica, Kobylaki-Konopki, Murowanka, Nakieł, Parciaki-Stacja, Przejmy, Szkopnik, Uścianek, Zadziory und Żelazna Rządowa-Gutocha.